# Gebak

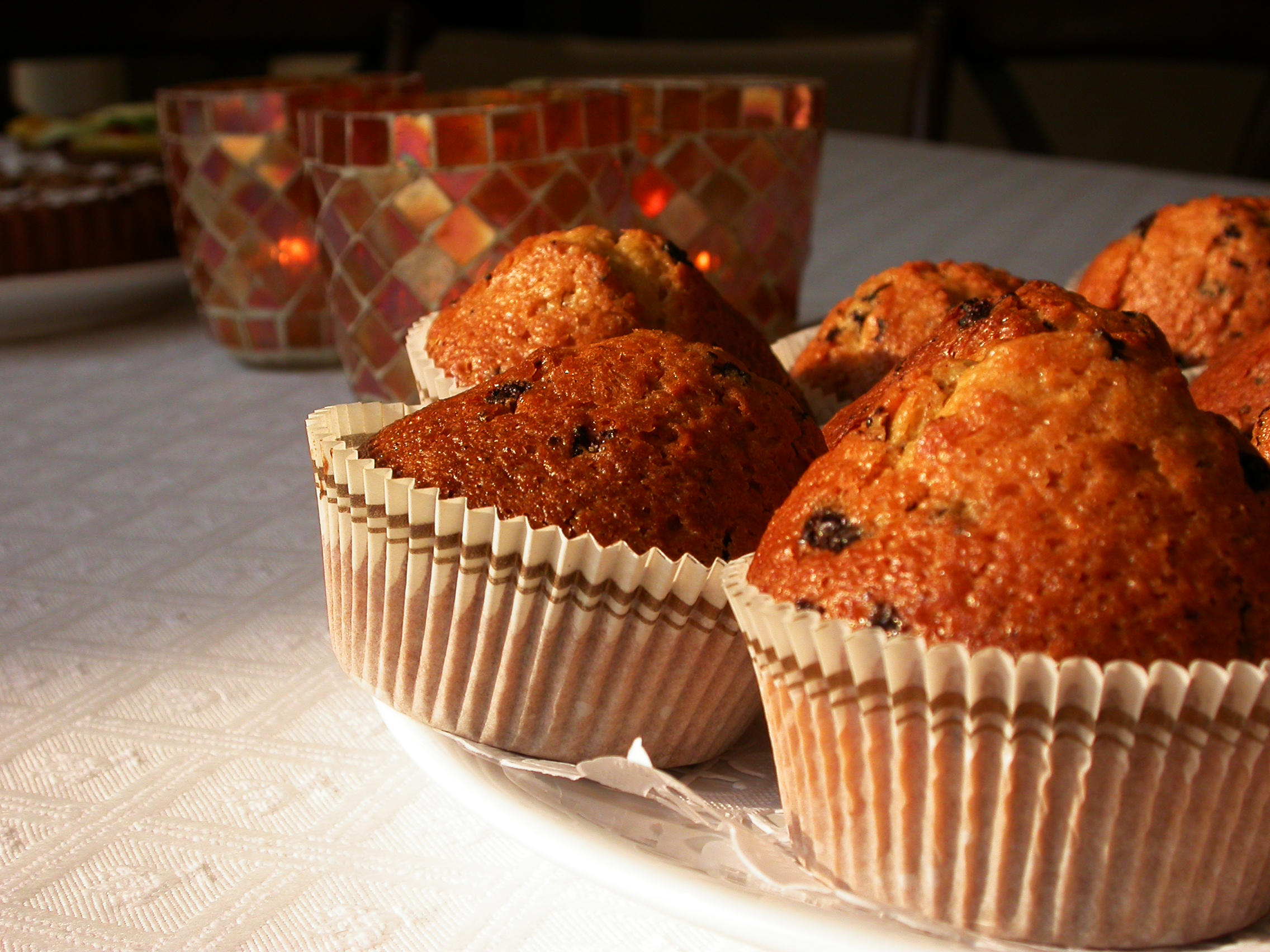
Cakejes

Gebak is de naam voor lekkernijen die door bakken van deeg in een oven tot stand komen.
Men onderscheidt "nat" en "droog" gebak:
- Nat gebak is een verzamelnaam voor alle gebaksoorten die als hoofdingrediënt slagroom, banketbakkersroom of crème hebben. Nat gebak mag maximaal 24 uur en moet bij voorkeur koel bewaard worden.
- Droog gebak is een verzamelnaam van alle andere gebaksoorten. Deze soorten hebben een langere bewaartijd. Te denken valt aan gevulde koeken, vlaaien en penseegebakjes.

De bekendste soorten gebak zijn:
- taart
- gebakje
- cake
- banket

Brood wordt niet tot gebak gerekend. Sommige koude cakes zoals arretjescake worden niet gebakken, maar toch tot gebak gerekend.